# Kenge
Kenge er provinshovedstad i provinsen Kwango i Demokratiske Republik Congo med   en anslået befolkning på 44.743 i 2012. Byen er inddelt i bydelene Cinq Mai, Laurent Désiré Kabila, Manonga, Masikita og Mavula. 
Nær byen ligger Kenge Airport.

## Historie
En kolonipost blev oprettet på stedet 1890. Kenge blev hovedby i det daværende distrikt Kwango 1954  Et fødselshospital blev bygget i forbindelse med Kwangos første periode som provins (1962–1966) og blev  senere til et alment sygehus. På samme tid (1963) oprettedes Kenges stift i den romersk-katolske kirke.